# Refresco de mocochinchi
El refresco de mocochinchi, fresco de muqunchinchi, refresco de pelon o simplemente mocochinchi, es una bebida refrescante y azucarada, típica de la gastronomía boliviana elaborada con duraznos pelados  y deshidratados denominado mocochinchi (del quechua muqunchinchi, pasa de durazno).

## Descripción
El refresco de mocochinchi se elabora a partir del almíbar que se genera de la rehidratación y la cocción del durazno seco en agua con canela y clavo de olor. Se sirve un vaso parte del producto hervido junto a una mayor del almíbar. 
El nombre de la bebida varía en ciertas regiones del país, en Oruro se lo conoce como "mok'ola", en La Paz se lo conoce como "refresco o fresco de k'isa", "orejón" en partes del occidente, "pepa" en ciertas regiones del norte, en Santa Cruz, Cochabamba, Chuquisaca y Beni se lo conoce como "Mocochinchi" pero también en los departamentos ya mencionados y en el resto de los departamentos, excepto en Tarija donde se lo conoce simplemente como "refresco de pelón, durazno o huesillo"

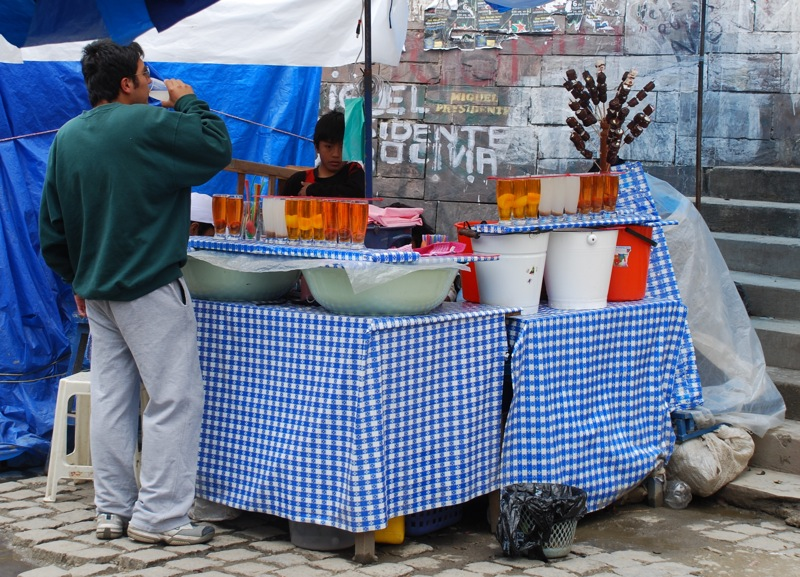
Puesto callejero de venta de mocochinchi en La Paz, Bolivia.

Es muy usual su venta en puestos callejeros y ambulantes, las festividades, entradas folclóricas y eventos sociales callejeros suelen propiciar su venta.